# 山田俊秀
山田 俊秀（やまだ としひで、1959年3月28日 - ）は、静岡県出身のアニメのプロデューサー。シンエイ動画常務取締役、SynergySP取締役。日本電子専門学校放送芸術科卒業。

## 経歴
1980年に入社後、『怪物くん』の制作進行を務める。映画『ドラえもん』では『のび太の海底鬼岩城』で制作デスクとして参加し、『のび太の宇宙小戦争』では制作担当、『のび太の日本誕生』からは別紙壮一の補佐として映画とテレビシリーズのプロデューサーも務める。『のび太の太陽王伝説』からは「ドラえもん』のチーフプロデューサーとして2005年のリニューアルまで携わった。
『ドラえもん』のリニューアル後は取締役制作管理部長として制作部門の統括業務にあたっていたため、プロデュース業務から距離を置いていた。2014年からはシンエイ動画の責任者として新作アニメの製作に携わっている。

## 主な参加作品

### テレビアニメ
- ドラえもん （1979年-2005年、プロデューサー→チーフプロデューサー）
- 怪物くん （1980年-1982年、制作進行）
- オヨネコぶーにゃん （1984年・1985年、制作担当）
- 戦争童話シリーズ （2005年-2009年、プロデューサー）
- となりの関くん （2014年、企画）
- デンキ街の本屋さん （2014年、企画）
- 怪盗ジョーカー （2014年、製作）
- 新あたしンち （2015年、企画）
- 甘々と稲妻 （2016年、企画）
- TRICKSTER -江戸川乱歩「少年探偵団」より- （2016年、企画）
- 笑ゥせぇるすまんNEW （2017年、企画）
- 妖怪アパートの幽雅な日常 （2017年、企画）
- ポチっと発明 ピカちんキット （2018年、スーパーバイザー）
- からかい上手の高木さん （2018年,2019年,2022年、企画）
- カッコウの許嫁 （2022年、製作）

### 劇場映画
- 怪物くん 怪物ランドへの招待 （1981年、制作進行）
- ドラえもん映画作品 （制作デスク、制作担当、プロデューサー、チーフプロデューサー）
- Pa-Pa-Pa ザ☆ムービー パーマン タコDEポン!アシHAポン! （2004年、プロデューサー）
- ゴーちゃん。〜モコと氷の上の約束〜（2018年、プロデューサー）